# Muchomor szorstki

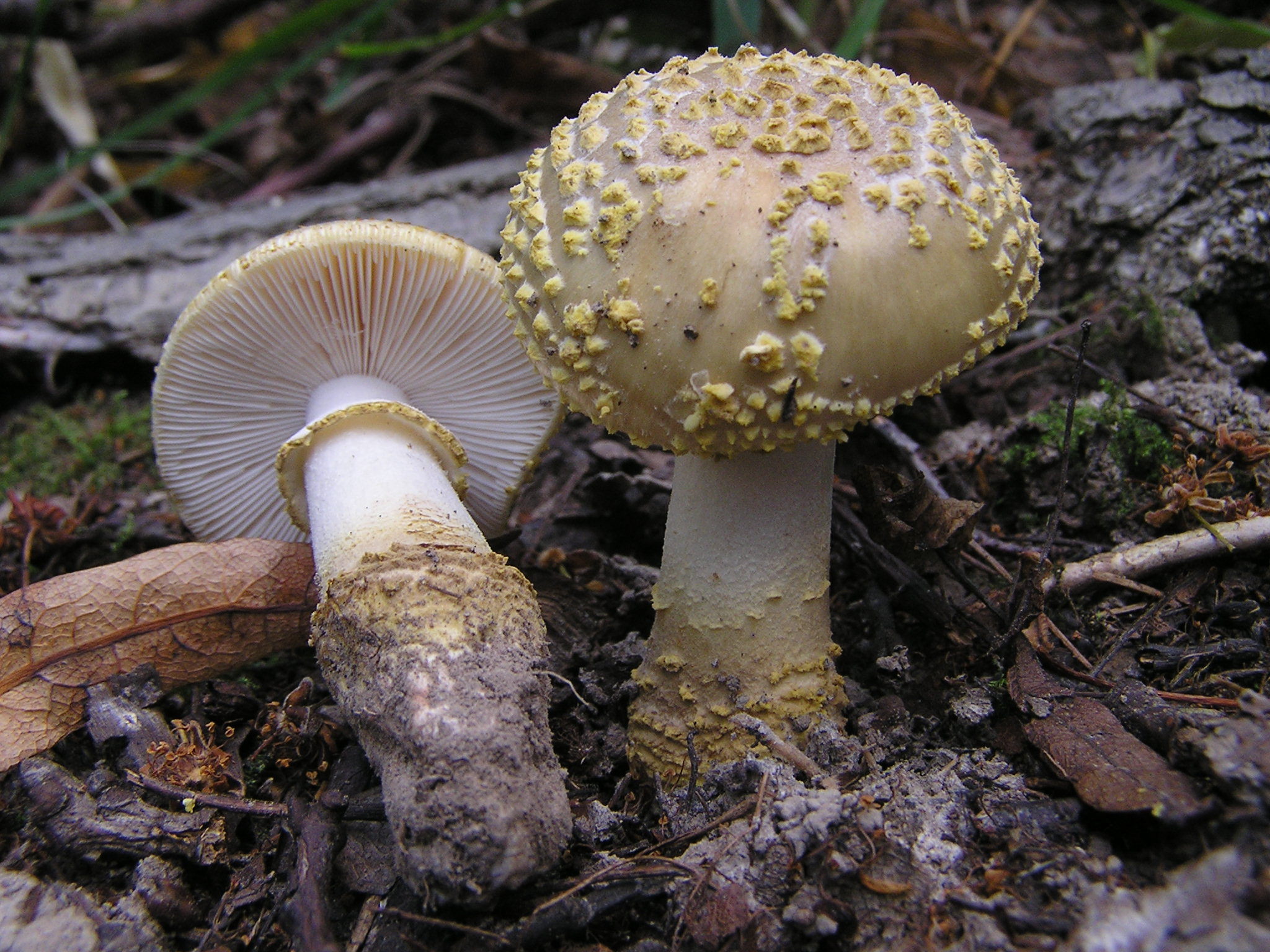

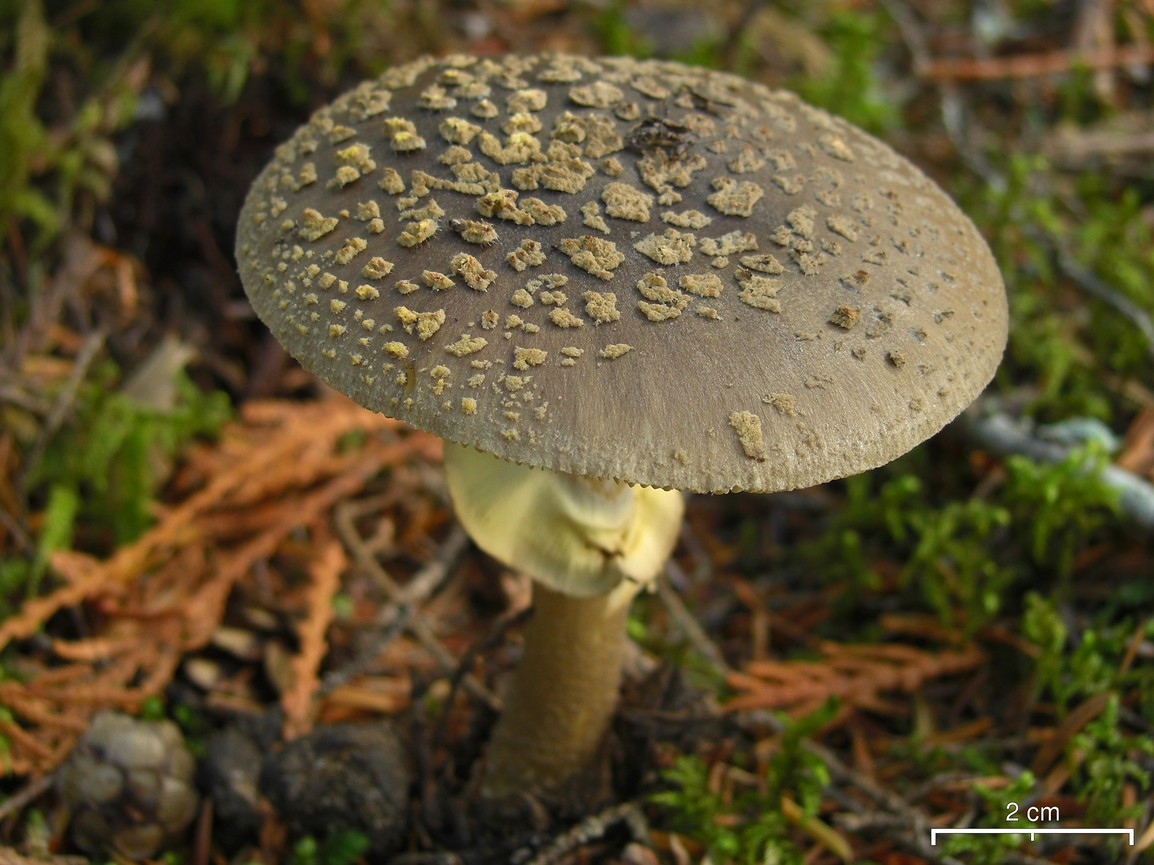

Muchomor szorstki (Amanita franchetii (Boud.) Fayod) – gatunek grzybów należący do rodziny muchomorowatych (Amanitaceae).

## Systematyka i nazewnictwo
Pozycja w klasyfikacji według Index Fungorum: Amanita, Amanitaceae, Agaricales, Agaricomycetidae, Agaricomycetes, Agaricomycotina, Basidiomycota, Fungi.
Po raz pierwszy takson ten zdiagnozował w 1889 r. Boudier nadając mu nazwę Amanita aspera var. franchetii. Obecną, uznaną przez Index Fungorum nazwę nadał mu w 1989 r. Victor Fayod, podnosząc go do rangi odrębnego gatunku'.
Synonimy łacińskie:
- Amanita aspera lactella E.-J. Gilbert 1928
- Amanita aspera f. lactella (E.-J. Gilbert) A.G. Parrot 1960
- Amanita aspera var. franchetii Boud. 1881
- Amanita franchetii (Boud.) Fayod (1889) f. franchetii
- Amanita franchetii f. lactella (E.-J. Gilbert) Neville & Poumarat 2004
- Amanita franchetii (Boud.) Fayod 1889, var. franchetii
- Amanita franchetii var. lactella (E.-J. Gilbert) Bon & Contu 1986
- Amanita queletii var. franchetii (Boud.) Bon 1985

Nazwę polską podał Franciszek Błoński w 1890 r. W polskim piśmiennictwie mykologicznym gatunek ten opisywany był też jako bedłka szorstka. 

## Morfologia
Kapelusz
Średnica od 4 do 8 cm. Za młodu półkulisty, później wypukły do nisko wypukłego, na koniec prawie płaski. Na jasnożółtym tle gęsto pokryty małymi białawymi lub słomkowożółtymi strupowatymi łatkami, niekiedy na kapeluszu występują również odcienie brązowawe i zielonkawe. Brzeg gładki.
Blaszki
Gęste i białe z delikatnie piłkowatym ostrzem.
Trzon
Ma wysokość od 4 do 8 cm, a jego średnica wynosi od 1 do 2,5 cm. Jest cylindryczny lub maczugowaty, białawy, później żółtawy, u podstawy w zgrubiałej części żółty lub z żółtymi strefami pierścieni. Pod kapeluszem widnieje wyraźne zwisający biały pierścień z żółtą obwódką na brzegu.
Miąższ
Biały (bez odcieni czerwonawych), tylko pod skórką kapelusza żółtawy. Stare owocniki nabierają nieprzyjemnego zapachu i smaku.

## Występowanie i siedlisko
W Polsce gatunek rzadki. Znajduje się na Czerwonej liście roślin i grzybów Polski. Ma status V – zagrożony wyginięciem. Znajduje się na listach gatunków zagrożonych także w Niemczech, Danii, Holandii i Szwecji.
Występuje i w lasach liściastych i mieszanych, głównie pod dębami i bukami. Rośnie na ziemi, wśród mchów, Owocniki wytwarza od września do października.

## Znaczenie
Grzyb mikoryzowy, dla człowieka grzyb trujący.

## Gatunki podobne
Jest to charakterystyczny gatunek, więc trudno go pomylić z jakimś innym grzybem. Muchomor czerwieniejący ma podstawę trzonu i miąższ czerwonawe.